# Belle & Sebastian
Belle and Sebastian er et indiepopband fra Glasgow, Skotland, dannet i 1996.
Bandet blev startet i 1995 på initiativ af Stuart Murdoch, der efter et mislykket ophold i London tog tilbage til hjembyen Glasgow med det formål at danne en musikgruppe. Murdoch gik på dette tidspunkt på universitetet, hvor han bl.a. fulgte et kursus rettet mod musikbranchen og som sin afsluttende opgave besluttede han at udsende en plade. En aften gik han derfor rundt på en café og spurgte tilfældigt udvalgte personer, om de kunne tænke sig at spille med i et band. Resultatet blev det syv mand store Belle & Sebastian.
De syv medlemmer aftalte fra starten, at gruppens ambitioner skulle holdes på et lavt niveau, og den oprindelige plan var, at de skulle gå i opløsning efter to plader. Den første plade var den selv-finansierede Tigermilk, der udkom i 1000 kopier på vinyl, men som via mund-til-mund-metoden blev en succes i England. Albummet, som kun kunne erhverves via postordre, blev udsolgt på under en måned.
Med dette udviklede Belle and Sebastian sig for alvor fra at være et skoleband til at være et rigtigt band. Og med den efterfølgende udgivelse If You're Feeling Sinister fik gruppen sig også et amerikansk publikum, der gjorde dem til et kult-navn, hvis plader blev solgt til overpris. Samtidig var gruppen i starten kendetegnet ved en meget bevidst form for anti-markedsføring, der bl.a. indebar, at de nægtede at give interviews og som pressebillede brugte et fotografi af en pige, der ikke var med i gruppen.
Den oprindelige plan om kun at udgive to plader er for længst blevet brudt. Gruppen har udsendt flere ep'er ved siden af de egentlige albums, hvor de fleste er genudgivet på opsamlingen Push Barman To Open Old Wounds. Derudover har Belle and Sebastian lavet et soundtrack-album til den amerikanske spillefilm Storytelling.
Belle and Sebastians medlemmer har haft mange sideprojekter: Stuart Murdoch har haft bandet God Help The Girl og sanger og cellist Isobel Campbell startede i 1999 et sideprojekt ved navn The Gentle Waves, der senere blev et decideret soloprojekt da hun forlod Belle and Sebastian i 2002. 

## Medlemmer
Nuværende medlemmer
- Stuart Murdoch – vokal, guitar, keyboard (1996–nu)
- Stevie Jackson – guitar, vokal, klaver (1996–nu)
- Sarah Martin – vokal, violin, guitar, fløjte, keyboard, recorder, percussion (1996–nu)
- Chris Geddes – keyboard, klaver, percussion (1996–nu)
- Richard Colburn – trommer, percussion (1996–nu)
- Bobby Kildea – guitar, bas (2001–nu)
- Dave McGowan – bas, keyboard, guitar (2018–nu; tourmusiker 2012–2018)

Tidligere medlemmer
- Isobel Campbell – vokal, cello, guitar (1996–2002)
- Stuart David – bas (1996–2000)
- Mick Cooke – trompet, guitar, bas, percussion (1998–2013; tourmusiker  1996–1998)

Tidslinje

## Diskografi

### Albums
- Tigermilk (1996)
- If You're Feeling Sinister (1996)
- The Boy with the Arab Strap (1998)
- Fold Your Hands Child, You Walk Like a Peasant (2000)
- Storytelling (2002)
- Dear Catastrophe Waitress (2003)
- The Life Pursuit (2006)
- Write About Love (2010)
- Girls in Peacetime Want to Dance (2015)
- Days of the Bagnold Summer (2019)
- A Bit of Previous (2022)
- Late Developers (2023)

### Live
- 1996 If You're Feeling Sinister: Live at the Barbican
- 2008 The BBC Sessions

### Opsamlinger
- 2005 Push Barman To Open Old Wounds
- 2012 The Third Eye Centre

### Singler og EP'er
- 1997 Dog on Wheels
- 1997 Lazy Line Painter Jane
- 1997 3.. 6.. 9 Seconds of Light
- 1998 This Is Just a Modern Rock Song
- 2000 Legal Man
- 2001 Jonathan David
- 2001 I'm Waking Up to Us
- 2003 Step Into My Office, Baby
- 2004 I'm a Cuckoo
- 2004 Books (EP)
- 2006 Funny Little Frog
- 2006 The Blues Are Still Blue
- 2006 White Collar Boy